# Vultur
Vultur is een geslacht van vogels uit de familie gieren van de Nieuwe Wereld (Cathartidae). De wetenschappelijke naam van het geslacht werd in 1758 gepubliceerd door Carl Linnaeus in de tiende editie van Systema naturae.

## Soorten
Er zijn twee soorten:
- Vultur gryphus – Andescondor
- Vultur messii, alleen als fossiel bekend